# Lepista flaccida
Lepista flaccida (Sowerby) Pat., Hyménomycètes (Alençon): 96 (1887).
La Lepista flaccida  è un fungo molto conosciuto e ricercato, tra i migliori nel suo genere.

Viene frequentemente confuso con la Clitocybe gibba (edule) che però è mediamente meno massiccia e possiede una carne più elastica.

## Etimologia
Dal latino flaccidus = flaccido.

## Descrizione

### Cappello
Convesso, poi a forma di imbuto; color ocraceo-giallastro e rosato; liscio, serico; margine spesso solcato, sottile, involuto.

### Lamelle
Decorrenti, fitte, biancastre.

### Gambo
Slanciato, consistente, fibroso, un po' rigonfio alla base; concolore al cappello.

### Carne
Biancastra o grigio-camoscio, molle; odore buono, sapore dolciastro.

### Spore
Bianche in massa, a forma di seme d'arancia.

## Distribuzione e habitat
Cresce gregario, in estate-autunno, nei boschi, specialmente di conifere.

## Commestibilità
Buona. Si presta bene come condimento per sughi o contorni.

## Tassonomia

### Sinonimi e binomi obsoleti
- Agaricus flaccidus Sowerby, Coloured Figures of English Fungi ... 2: tab. 185 (1799) [1798-99]
- Agaricus gilvus Pers., Synopsis Methodica Fungorum (Göttingen): 448 (1801)
- Agaricus lentiginosus Fr., Epicrisis systematis mycologici (Uppsala): 69 (1838)
- Agaricus lobatus Sowerby, Coloured Figures of English Fungi ... 2: tab. 186 (1799) [1798-99]
- Agaricus splendens Pers., Synopsis Methodica Fungorum (Göttingen): 452 (1801)
- Clitocybe flaccida (Sowerby) P. Kumm., Führer Pilzk.: 124 (1871)
- Clitocybe flaccida var. lobata (Sowerby) Romagn. & Bon, Documents Mycologiques 17(67): 11 (1987)
- Clitocybe gilva (Pers.) P. Kumm., Führer Pilzk.: 124 (1871)
- Clitocybe infundibuliformis sensu auct.; fide Checklist of Basidiomycota of Great Britain and Ireland (2005)
- Clitocybe splendens (Pers.) Gillet, Hyménomycètes (Alençon): 139 (1874)
- Lepista flaccida f. gilva (Pers.) Krieglst., Beiträge zur Kenntnis der Pilze Mitteleuropas 7: 71 (1991)
- Lepista gilva (Pers.) Pat.
- Omphalia gilva (Pers.) Gray, A Natural Arrangement of British Plants (London) 1: 612 (1821)
- Omphalia lobata (Sowerby) Gray, A Natural Arrangement of British Plants (London) 1: 612 (1821)
- Paralepista gilva (Pers.) Raithelh., Metrodiana 23(3): 117 (1993)

### Specie simili
- Altre specie congeneri, in particolare Paralepista flaccida, precedentemente classificata come Lepista inversa.